# Kristian Luc
Kristian Luc er en dansk sanger, dj, sangskriver, musik producer og tidligere studievært. Luc har haft flere jobs som tv-vært både for DK4, DR og TV3. Kristian Luc blev færdiguddannet Rytmisk Musikkonservatorium i Music Management i 2009.
I 2004 blev han været på musikprogrammet Boogie sammen med Tatjana Haddow.
I 2010 udgav han singlen "Stoppested".
Han var Paradise After Dark vært på 10. sæson af Paradise Hotel.

## Filmografi
- Boogie (2004-2005) - vært
- Paradise Hotel (sæson 10) (2014) - Paradise After Dark vært
- 2900 Happiness (2007)

## Diskografi
Singler
- "Women Harmonize" (2008)
- "Stoppested" (2010)
- "Uden Dig" (2011)